# Сати, Эрик
Эри́к Сати́ (фр. Erik Satie, полное имя Эри́к-Альфре́д-Ле́сли Сати́, фр. Éric Alfred Leslie Satie; 17 мая 1866, Онфлёр — 1 июля 1925, Париж) — эксцентричный французский композитор и пианист, один из реформаторов европейской музыки первой четверти XX столетия.
Его фортепианные пьесы оказали влияние на многих композиторов стиля модерн, начиная от Клода Дебюсси, французской «Шестёрки» и заканчивая Джоном Кейджем. Эрик Сати — предтеча и родоначальник таких музыкальных течений, как импрессионизм, примитивизм, конструктивизм, неоклассицизм и минимализм. В конце 1910-х годов Сати придумал жанр «меблировочной музыки», которую не надо специально слушать, ненавязчивой мелодии, непрерывно звучащей в магазине или на выставке.

## Биография
Сати родился 17 мая 1866 года в нормандском городе Онфлёр (департамент Кальвадос). Когда ему было четыре года, семья переехала в Париж. Затем, в 1872 году, после смерти матери, детей снова отправили в Онфлёр.
В 1879 году Сати поступил в Парижскую консерваторию, но после двух с половиной лет не слишком успешной учёбы был исключён. В 1885 году снова поступил в консерваторию, и снова её не закончил.
В 1888 году Сати написал произведение «Три гимнопедии» (фр. Trois gymnopédies) для фортепианного соло, которое было основано на свободном использовании последовательностей нонаккордов. Подобный прием уже встречался у С. Франка и Э. Шабрие. Сати первым ввёл последовательности аккордов, построенных по квартам; этот приём впервые появился в его произведении «Сын звёзд» (Le fils des étoiles, 1891). Такого рода нововведения были сразу использованы практически всеми французскими композиторами. Эти приёмы стали характерными для французской музыки направления модерн. В 1892 году Сати разработал собственную систему композиции, суть которой заключалась в том, что для каждой пьесы он сочинял несколько — часто не более пяти-шести — коротких пассажей, после чего просто пристыковывал эти элементы друг к другу.
Сати был эксцентричен, свои сочинения он писал красными чернилами и любил разыгрывать друзей. Он давал своим произведениям такие названия, как «Три пьесы в форме груш» или «Засушенные эмбрионы». В его пьесе «Раздражения» небольшую музыкальную тему необходимо повторить 840 раз. Эрик Сати был эмоциональным человеком и, хотя для своей «Музыки как предмета обстановки» использовал мелодии Камиля Сен-Санса, искренне его ненавидел. Его слова стали даже своеобразной визитной карточкой:
Глупо защищать Вагнера только потому, что на него нападает Сен-Санс, нужно кричать: Долой Вагнера вместе с Сен-Сансом!
В 1899 году Сати начал подрабатывать в качестве пианиста в кабаре «Чёрный кот», что было единственным источником его дохода.

Когда работаешь тапёром или аккомпаниатором в кафе-шантане, очень многие считают своим долгом поднести пианисту стаканчик-другой виски, но почему-то никто не желает угостить хотя бы бутербродом.— Альфонс Алле
Сати до своего пятидесятилетия был практически неизвестен широкой публике; саркастичный, желчный, замкнутый человек, он жил и работал отдельно от музыкального бомонда Франции. Широкой публике его творчество стало известно благодаря Морису Равелю, устроившему цикл концертов в 1911 году и познакомившему его с хорошими издателями.

«Короче говоря, в самом начале 1911 года Морис Равель (как он везде говорил, очень „многим мне обязанный“) сделал двойную публичную инъекцию — и мной, и мне одновременно. Сразу несколько концертов, исполнения в оркестре, в салоне, в рояле, плюс издатели, дирижёры, ослы…, и снова — навязчивое отсутствие денег, как же мне надоело это тухлое слово! Аплодисменты и крики „бис!“ подействовали на меня сильно, но дурно. Грешным делом, истосковавшись по ним за прошлые годы, я даже не сразу понял, что их нельзя принимать слишком всерьёз…, и на свой счёт».
— Эрик Сати, Юрий Ханон. «Воспоминания задним числом»
В 1917 году Сати по заказу Сергея Дягилева написал для его «Русских сезонов» балет «Парад» (либретто Жана Кокто, хореография Леонида Мясина, оформление Пабло Пикассо; оркестром дирижировал Эрнест Ансерме). Во время премьеры, состоявшейся 18 мая 1917 года в театре «Шатле», в театре разразился скандал: публика требовала опустить занавес, кричала «Долой русских! Русские боши!», в зрительном зале началась драка. Раздражённый приёмом, оказанным спектаклю не только зрителями, но и прессой, Сати послал одному из критиков, Жану Пуэгу, оскорбительное письмо — за что 27 ноября 1917 года был приговорён трибуналом к восьми дням тюрьмы и 800 франков штрафа (благодаря вмешательству Мизии Серт министр внутренних дел Жюль Памс 13 марта 1918 года выдал ему «отсрочку» от наказания).
В то же время партитура «Парада» была высоко оценена Игорем Стравинским:

«Спектакль поразил меня своей свежестью и подлинной оригинальностью. „Парад“ как раз подтвердил мне, до какой степени я был прав, когда столь высоко ставил достоинства Сати и ту роль, которую он сыграл во французской музыке тем, что противопоставил смутной эстетике доживающего своей век импрессионизма свой мощный и выразительный язык, лишённый каких-либо вычурностей и прикрас».
— Игорь Стравинский. «Хроника моей жизни»
Эрик Сати познакомился с Игорем Стравинским ещё в июне 1911 года, вскоре после парижской премьеры «Петрушки» в Русских балетах Дягилева (этим же годом, но тремя месяцами позже датируются две известные фотографии, сделанные Стравинским и Сати в гостях у Клода Дебюсси, на которой можно видеть всех троих) и испытал к нему сильную личную и творческую симпатию. Однако более тесное и регулярное общение Стравинского и Сати произошло только после премьеры «Парада» и окончания Первой мировой войны.
Перу Эрика Сати принадлежат две большие статьи о Стравинском (1922 года), опубликованные тогда же во Франции и США, а также около десятка писем, окончание одного из которых (датированного 15 сентября 1923 года) особенно часто цитируется в литературе, посвящённой обоим композиторам.
Уже в самом конце письма, прощаясь со Стравинским, Сати подписался со свойственной ему иронией и улыбкой, на сей раз — доброй, что с ним случалось не так часто: «Вас, Вас я обожаю: не вы ли тот самый Великий Стравинский? А это я — не кто иной, как маленький Эрик Сати».
В свою очередь, и ядовитый характер, и оригинальная, «ни на что не похожая» музыка Эрика Сати вызывали неизменное восхищение «князя Игоря», хотя между ними так и не возникло ни близкой дружбы, ни сколько-нибудь постоянных отношений. Спустя десять лет после смерти Сати Стравинский написал о нём в Хронике моей жизни: «Сати понравился мне с первого взгляда. Тонкая штучка, он весь был наполнен лукавством и умной злостью». — Будучи основоположником нескольких больших стилей в музыке XX века, начиная от импрессионизма и кончая неоклассицизмом, Сати парадоксальным образом неоднократно становился предтечей и ориентиром для творчества разных периодов Игоря Стравинского. Некоторые произведения Сати, в особенности балет «Парад» (1917) и симфоническая драма «Сократ» (1918), оказали поворотное влияние на творчество Стравинского, подтолкнув его к очередной перемене стиля.:321
Кроме скандально нашумевшего «Парада», Эрик Сати является автором ещё четырёх балетных партитур: «Успуд» (1892), «Прекрасная истеричка» (1920), «Приключения Меркурия» (1924) и «Представление отменяется» (1924). Также (уже после смерти автора) многие его фортепианные и оркестровые произведения часто использовались для постановки одноактных балетов и балетных номеров, прежде всего — гимнопедии и сюита «Джек в стойле».:103
Эрик Сати умер 1 июля 1925 года в парижской больнице Сен-Жозеф (корпус Гейне), в отдельной палате, пребывание в которой было оплачено графом де Бомоном.:630 Как считается, смерть наступила от цирроза печени в результате чрезмерного употребления алкоголя (прежде всего, абсента). По мнению Ю.Ханона, известного исследователя биографии и творчества Сати, композитор умер не от алкогольного цирроза, а от хронического стресса на фоне эндокринных последствий дважды перенесённой испанки, оставившей осложнения на печени и лёгких (острая двусторонняя пневмония).:654 Эрик Сати был похоронен согласно его желанию на муниципальном кладбище рабочего пригорода Аркёй близ Парижа, небольшого посёлка, где он жил с начала XX века.
Смерть Эрика Сати прошла почти незамеченной, вызвав отклики только ближайших к нему людей, прежде всего, Жана Кокто, композиторов французской «Шестёрки» и «Аркёйской школы». Только начиная с 50-х годов XX века его творчество стало возвращаться в актуальное культурное пространство. Сегодня Эрик Сати является одним из самых часто исполняемых фортепианных композиторов XX века.

## Творческое влияние
Раннее творчество Сати оказало влияние на молодого Равеля. Он был старшим товарищем недолго просуществовавшего дружеского объединения композиторов «Шестёрка». Оно не имело никаких общих идей и даже эстетики, но всех объединяла общность интересов, выражавшееся в неприятии всего расплывчатого и стремлении к чёткости и простоте — как раз того, что было в произведениях Сати.
Сати стал одним из первопроходцев идеи подготовленного фортепиано и существенно повлиял на творчество Джона Кейджа.
Кейдж увлёкся Эриком Сати во время своего первого путешествия в Европу, получив ноты из рук Анри Соге, и в 1963 году он решил представить американской публике сочинение Сати «Досады» — короткую фортепианную пьесу, сопровождавшуюся инструкцией: «Повторить 840 раз». В шесть часов вечера 9 сентября приятельница Кейджа Виола Фарбер села за рояль и принялась играть «Досады». В восемь вечера за роялем её сменил другой приятель Кейджа, Роберт Вуд, продолжив с того места, на котором Фарбер остановилась. Всего исполнителей было одиннадцать, они сменяли друг друга каждые два часа. Публика уходила и приходила, обозреватель «Нью-Йорк таймс» заснул в кресле. Завершилась премьера в 0:40 11 сентября, считается, что это был самый длинный фортепианный концерт в истории музыки.
Под непосредственным влиянием Сати сформировались такие известнейшие композиторы, как Клод Дебюсси (бывший его близким приятелем на протяжении более чем двадцати лет), Морис Равель, знаменитая французская группа «Шести», в которой наиболее известны Франсис Пуленк, Дариус Мийо, Жорж Орик и Артюр Онеггер. Творчество этой группы (она просуществовала чуть больше года), а также самого Сати оказало заметное влияние на Дмитрия Шостаковича, который услышал произведения Сати уже после его смерти, в 1925 году, во время гастролей французской «Шестёрки» в Петрограде-Ленинграде. В его балете «Болт» заметно влияние музыкального стиля Сати времён балета «Парад» и «Прекрасная истеричка».
Некоторые произведения Сати произвели чрезвычайно сильное впечатление на Игоря Стравинского. В особенности, это относится к балету «Парад» (1917), партитуру которого он едва ли не целый год просил у автора, и симфонической драме «Сократ» (1918). Именно два этих сочинения оставили наиболее заметный след в творчестве Стравинского: первое в его конструктивистском периоде, а второе — в неоклассических произведениях конца 1920-х годов. Испытав большое влияние Сати, он перешёл от импрессионизма (и фовизма) русского периода к почти скелетному стилю музыки, упростив стиль письма. Это видно в произведениях парижского периода — «Истории солдата» и опере «Мавра». Но даже и через тридцать лет об этом событии продолжали вспоминать не иначе, как об удивительном факте истории французской музыки:

Поскольку «Шестёрка» чувствовала себя свободной от своей доктрины и была исполнена восторженного почитания к тем, против кого выставляла себя в качестве эстетического противника, то и никакой группы она не составляла. «Весна священная» произросла мощным деревом, оттесняя наш кустарник, и мы собирались было признать себя побеждёнными, как вдруг Стравинский вскоре сам присоединился к нашему кругу приёмов и необъяснимым образом в его произведениях даже чувствовалось влияние Эрика Сати.— Жан Кокто, «к юбилейному концерту Шестёрки в 1953 году»
Придумав в 1916 году авангардный жанр «фоновой» (или «меблировочной») индустриальной музыки, которую не надо специально слушать, Эрик Сати также явился первооткрывателем и предтечей минимализма. Его ненавязчивые мелодии, повторяющиеся сотни раз без малейшего изменения и перерыва, звучащие в магазине или в салоне во время приёма гостей, опередили своё время почти на полвека.
Самое известное в массовой культуре произведение Сати — «Гноссиенна № 1» (фр. Gnossienne № 1), использовалось в качестве музыкального сопровождения фильма «Жестокий полицейский» и экранизации романа «Пять поросят» в сериале «Пуаро Агаты Кристи».